# 가오슝 85 대루
가오슝 85 대루(중국어: 高雄85大樓, 영어: 85 Sky Tower)는 중화민국 가오슝시(중국어: 高雄)에 위치한 85층짜리 마천루이다.
이 건물은 툰텍스 그룹(치엔-타이는 자회사이다.)이 소유하고 있다. 또한 이 건물에 툰텍스 그룹의 본사가 입주해 있다. 이외에도 거주 공간이 들어서 있으며, 백화점과 스플렌더 가오슝 호텔이 입주해 있다. 호텔은 건물의 37층부터 70층까지를 사용한다. 전망대는 초고속 승강기들로 연결된다. 이 승강기의 속도는 약 10 m/s이다. (약 36 km/h이다.)
시내 중심인 링야구(중국어: 苓雅區)에 위치한다. 가오슝 항에서 가깝다. 이 건물의 좌표는 북위 22도 36분 42초, 동경 120도 18분 00초이다.

## 역사
건물은 1994년부터 1996년 사이 건설되었고, 1997년 전면 개장하였다. 타이베이시에 타이베이 101 건물이 지어지기까지, 중화민국의 최고층 건물이었다. 툰텍스 스카이 타워가 세워지기 이전에는 신-콩 라이프 타워가 중화민국의 최고층 건물이었다.

## 디자인
한자 높을 고(중국어: 高)자를 닮았다. 건물의 디자인은 매우 독특한 쇠고랑("포크") 모양이다. 35층짜리 섹션이 옆을 솟다가, 하나의 단일 중앙 타워로 합쳐져 지붕까지 솟는 모양새다. 높을 고(중국어: 高)자는 또한 도시 이름(高雄)의 첫 자이기도 하다.
건물 내에는 총 92 대의 승강기 및 에스컬레이터가 있다. 승강기로 45초만에 77층까지 올라갈 수 있다.
이 건물은 건축사 리주위엔(중국어: 李祖原)이 소속된 리주위엔 & 파트너스 및 헤무스, 오바타 & 카사바움이 디자인하였다.

## 높이
건물은 지상 85층, 지하 5층이다. 건축물 높이는 348m이다. 안테나까지 합치면 높이는 378m가 된다.

## 툰텍스 그룹
툰텍스 그룹(중국어: 東帝士集團)은 중화민국 소재의 섬유, 부동산 건축/개발 회사 그룹이다.

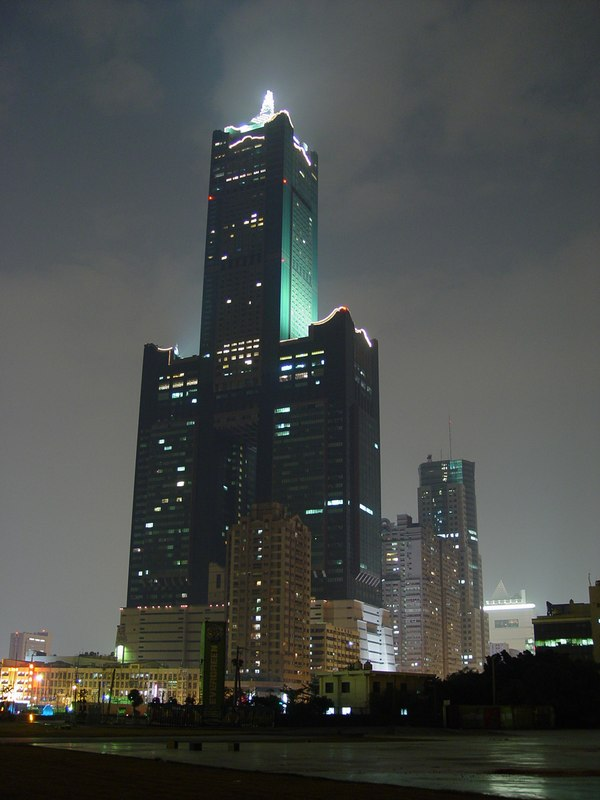
높을 고 자 모양의 디자인이 특징이다.
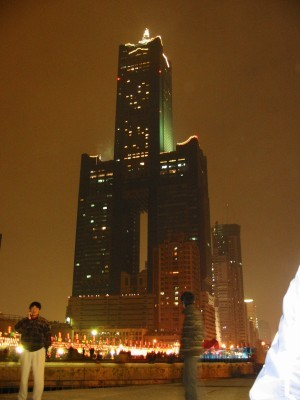
툰텍스 스카이 타워, 랜턴 페스티발이 한창일 때

## 같이 보기
- 타이베이 101
- 가오슝시